# ナイト・レンジャー
ナイト・レンジャー（Night Ranger）は、アメリカ合衆国出身のロックバンド。「ヴァン・ヘイレン」らをはじめとした、米西海岸を代表するアメリカン・ハードロック・バンドの一つ。ブラッド・ギルス、ジェフ・ワトソンというギターヒーローを輩出するなど、結成から30年以上を経た現在も活動中。
最初の5枚のスタジオ・アルバムの売り上げは1000万枚を超え、トータルセールスは1700万枚を記録している。ツインギターによる演奏スタイルが特徴である。

## 来歴

### 結成まで (1977年 - 1982年)
1977年、サンフランシスコ・ベイエリアでファンク・ロック・バンド「ルビコン」が結成され、ジャック・ブレイズとブラッド・ギルスが参加、後にツアー・メンバーとしてケリー・ケイギーも加わる。
ルビコン解散後に3人は、よりロック色を濃くした「ステレオ」を結成する。その後、更なるサウンド強化を目指し、サミー・ヘイガーのバンドや「モントローズ」のメンバーだったアラン・フィッツジェラルド、その友人だったジェフ・ワトソンを加え「レンジャー」を結成。しかし同名のカントリー・バンドがいたため、「ナイト・レンジャー」と改名。
1982年、ブラッド・ギルスが、事故で急死したランディ・ローズの代役として「オジー・オズボーン・バンド」参加のため一時離脱 (来日公演も果たしている)。
1982年、レコード契約を結んだのを機にブラッドが復帰し、1stアルバム『ドーン・パトロール』でデビュー。

### 頂点から解散へ (1982年 - 1989年)
デビュー・アルバム『ドーン・パトロール』や、2ndアルバム『ミッドナイト・マッドネス』(1983年）の軽快でキャッチーなハードロック・ナンバーが、当時のLAメタル（グラム・メタル）ムーブメントにもマッチし、多くの支持を得る。1983年には初来日公演を開催。
母国では、シングルカットした「シスター・クリスチャン｣(1983年）や「センチメンタル・ストリート｣(1985年）といったバラード曲の大ヒットを飛ばすが、逆に「バラード・バンド」という認識が強まり過ぎてジレンマに陥ってしまう。
ジャック・ブレイズは1987年のインタビューで、レコード会社によるバラード主体のシングル・リリースに不満を表明し「世間一般のファンが僕達のことをソフトなバラード・バンドと思い込んでいるけど、それはとんでもない誤解だ」と語っている。予見した通り4thアルバム『ビッグ・ライフ』の頃からセールスが伸び悩む。
1988年、5thアルバム『マン・イン・モーション』をリリースするが、発表前にアラン・フィッツジェラルドが脱退。翌年にもジャック・ブレイズが脱退したことを受け、バンドも追い込まれるように活動停止に至った。

### ムーン・レンジャー時代 (1991年 - 1996年)
1991年、ブラッド・ギルスはバンドの復活を企図し、ケリー・ケイギーとゲイリー・ムーンを誘った3人の変則メンバーで活動を始める。このときブラッドはジャック・ブレイズにも声を掛けているが、「不完全な形での再結成は如何なものか」と難色を示され、｢ダム・ヤンキース｣で活動中の事情もあり断られている。
後にデビッド・ザイーチェクが加入してツインギター編成を復活させ、アルバム『フィーディング・オフ・ザ・モジョ』(1995年）をリリースするなど、当初はナイト・レンジャー名義の活動としていたが、本来の姿ではなかったことから後年になり「ムーン・レンジャー」の呼称で区別している。

### オリジナルメンバーでの再始動 (1996年 - )
1996年、突如としてオリジナル・ラインナップでの来日公演が実現。日本のレーベル「ゼロ・コーポレーション」と契約し、翌1997年に9年ぶりの6thアルバム『ネヴァーランド』を発表。さらに1998年、再結成後2枚目の7thアルバム『セヴン』をリリースし、健在を印象づける。
しかしゼロ・コーポレーションの事業撤退を受ける形で、バンド活動も沈静化。2003年に来日公演を開催したが、アラン・フィッツジェラルドの姿はなく、「グレイト・ホワイト」のマイケル・ローディーが参加していた。

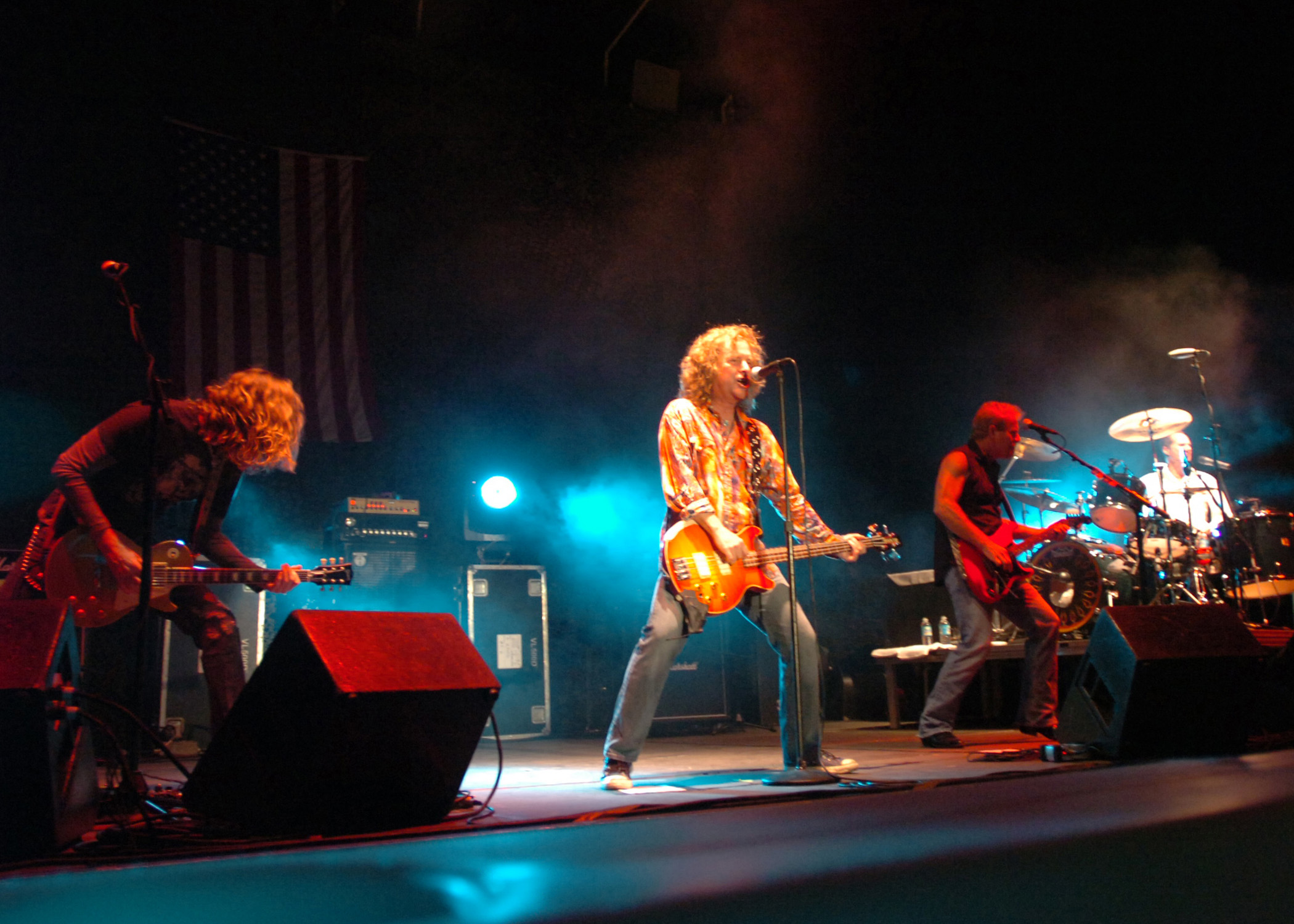
キューバ・グアンタナモ湾公演 (2008年1月)

2007年、9年ぶりの8thアルバム『ホール・イン・ザ・サン』をリリース。しかしレコーディング終了後にジェフ・ワトソンの脱退が発表され、代役に「ウィンガー」のレブ・ビーチを迎え、同年来日公演を敢行。翌2008年も、「ファイアーハウス」とのジョイントで来日公演が決定。マイケルはグレイト・ホワイトへの活動復帰で離脱し、後任にジョエル・ホークストラ、クリスチャン・カレンが加入した。
2011年、4年振りに9thアルバム『サムホエア・イン・カリフォルニア』をリリース。キーボードはエリック・リーヴィー。
2014年、区切りの10thアルバム『ハイ・ロード』をリリース。8月にジョエルが「ホワイトスネイク」に移籍し、後任に数々のバンドに参加実績のある実力派ギタリスト ケリ・ケリーが加入。
2017年、11thアルバム『ドント・レット・アップ』を発表。
2021年、12thアルバム『ATBPO ～アンド・ザ・バンド・プレイド・オン～』をリリース。

## 音楽的特徴

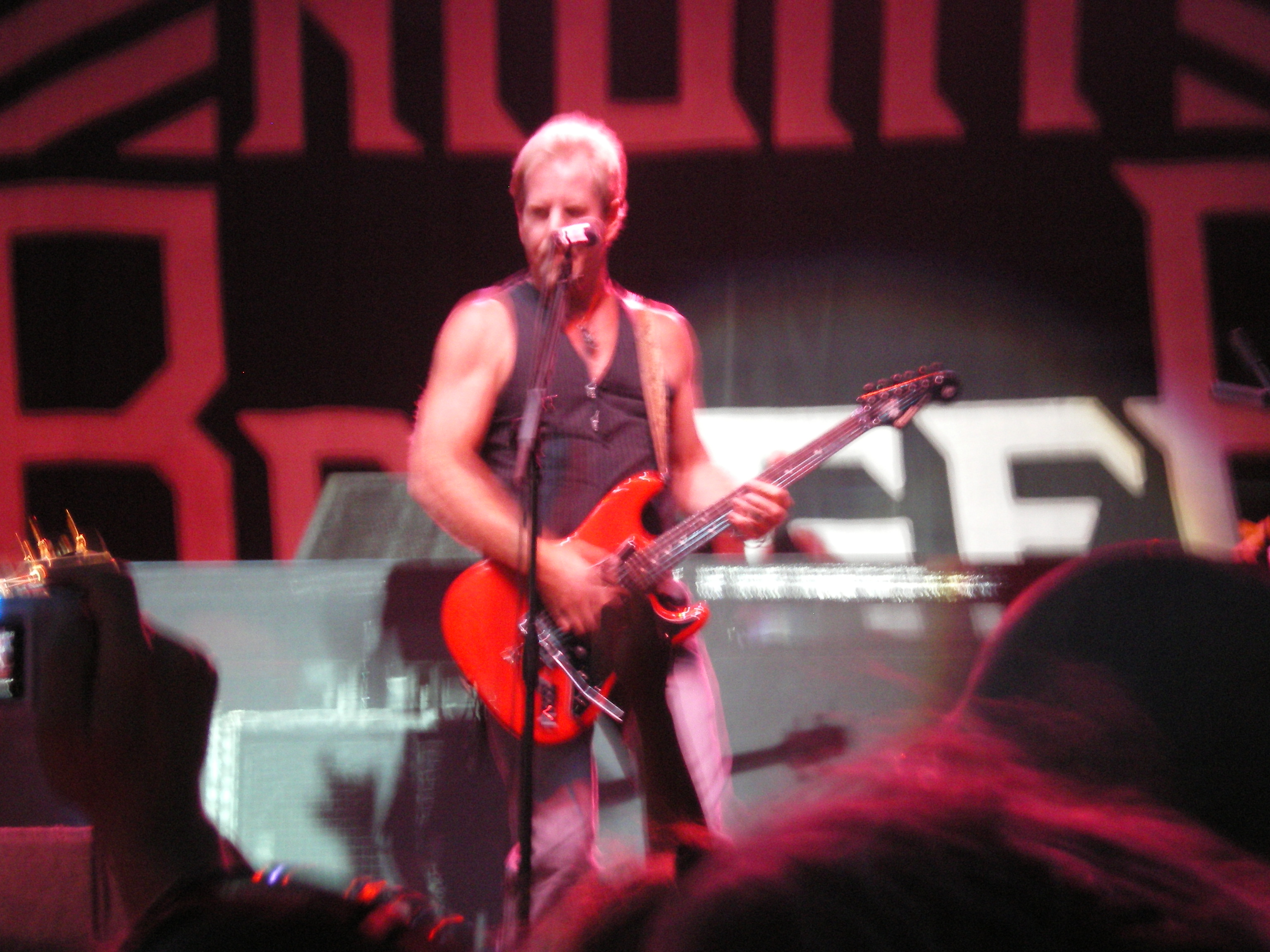
ブラッド・ギルス(G) 2009年

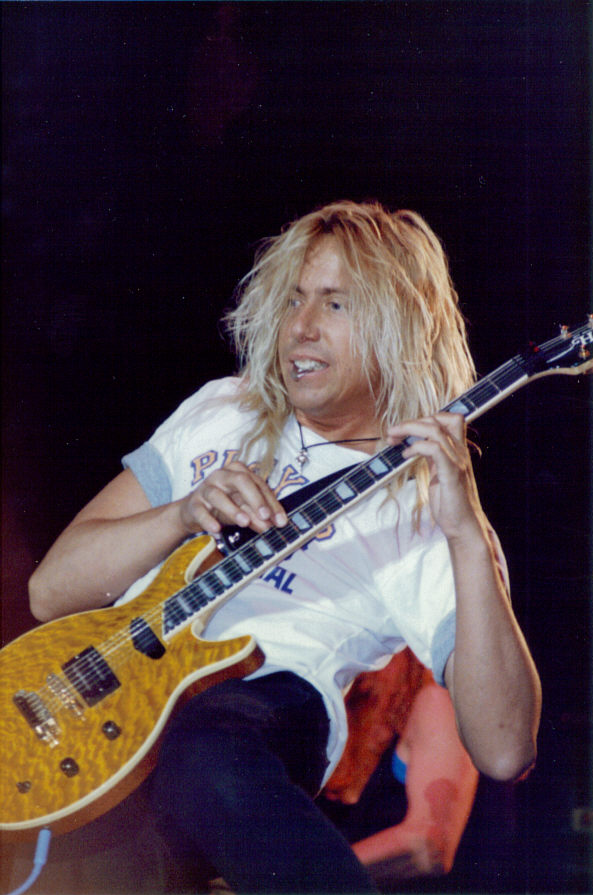
ジェフ・ワトソン(G) 1993年

### 2人のギター・ヒーロー
ブラッド・ギルスとジェフ・ワトソンという対照的な2人のリード・ギタリストの存在が同バンドの大きな特徴である。
ブラッド・ギルス
- ステージポジションは上手（かみて・観客から見て舞台の右側）
- 赤いストラトキャスターを弾く
- アームを使用する
- 必要以上にタッピング奏法は使用はしない
- 速弾きは多用しない

ジェフ・ワトソン
- ステージポジションは下手（しもて・観客から見て舞台の左側）
- ゴールドトップのレスポールを弾く
- アームを使用しない
- エイトフィンガー奏法（タッピング奏法の一種）を使用する
- 速弾きを多用する

### 2人のリード・ボーカリスト
ギター同様、ジャック・ブレイズ、ケリー・ケイギーの2人のリード・ボーカリストがいることも、このバンドの特徴となっている。ハードな曲はジャック・ブレイズ、レイドバックした曲はケリー・ケイギーが担当することが多い。初期は1人のリード・ボーカルが1曲を通して歌うことが多かったが、5人で再結成した以降は、1曲の中で2人が分担したり、ハーモニを奏でることが多くなっている。

## メンバー

### 現ラインナップ
- ジャック・ブレイズ (Jack Blades) - ボーカル、ベース (1982年-1989年、1996年- )
- ケリー・ケイギー (Kelly Keagy) - ボーカル、ドラムス (1982年- )
- ブラッド・ギルス (Brad Gillis) - ギター (1982年- )
- ケリ・ケリー (Keri Kelli) - ギター (2014年- )
- エリック・リーヴィー (Eric Levy) - キーボード (2011年- )

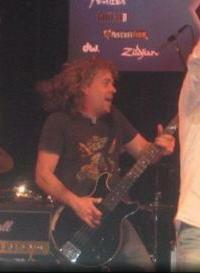
ジャック・ブレイズ(Vo/B) 2009年
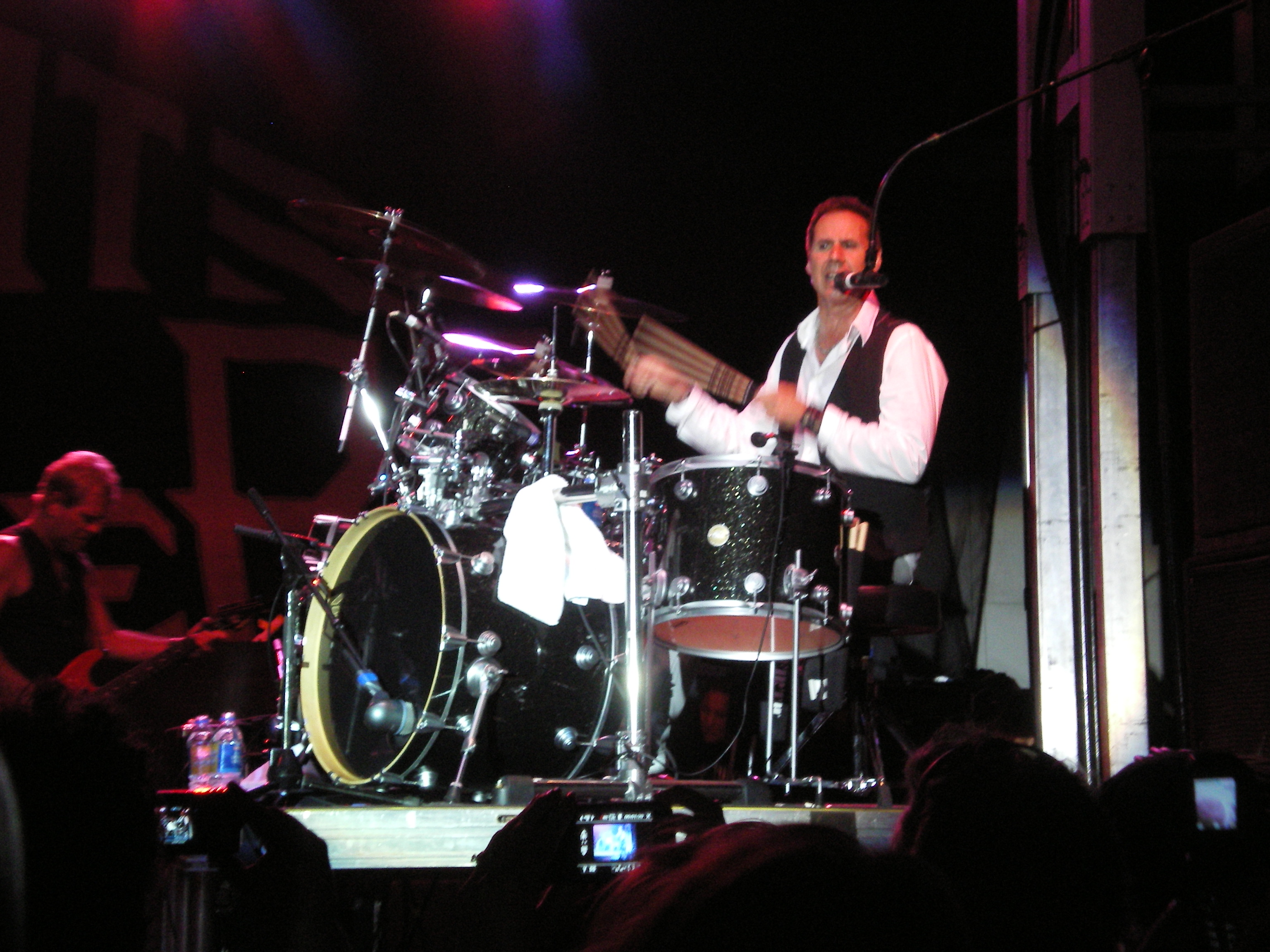
ケリー・ケイギー(Vo/Ds) 2009年
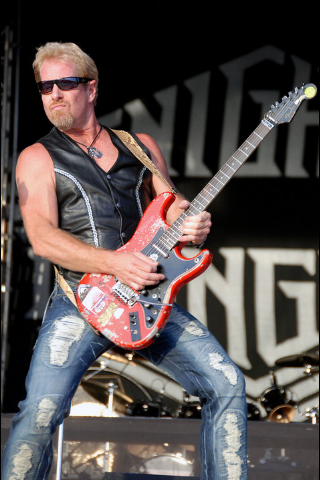
ブラッド・ギルス(G) 2012年
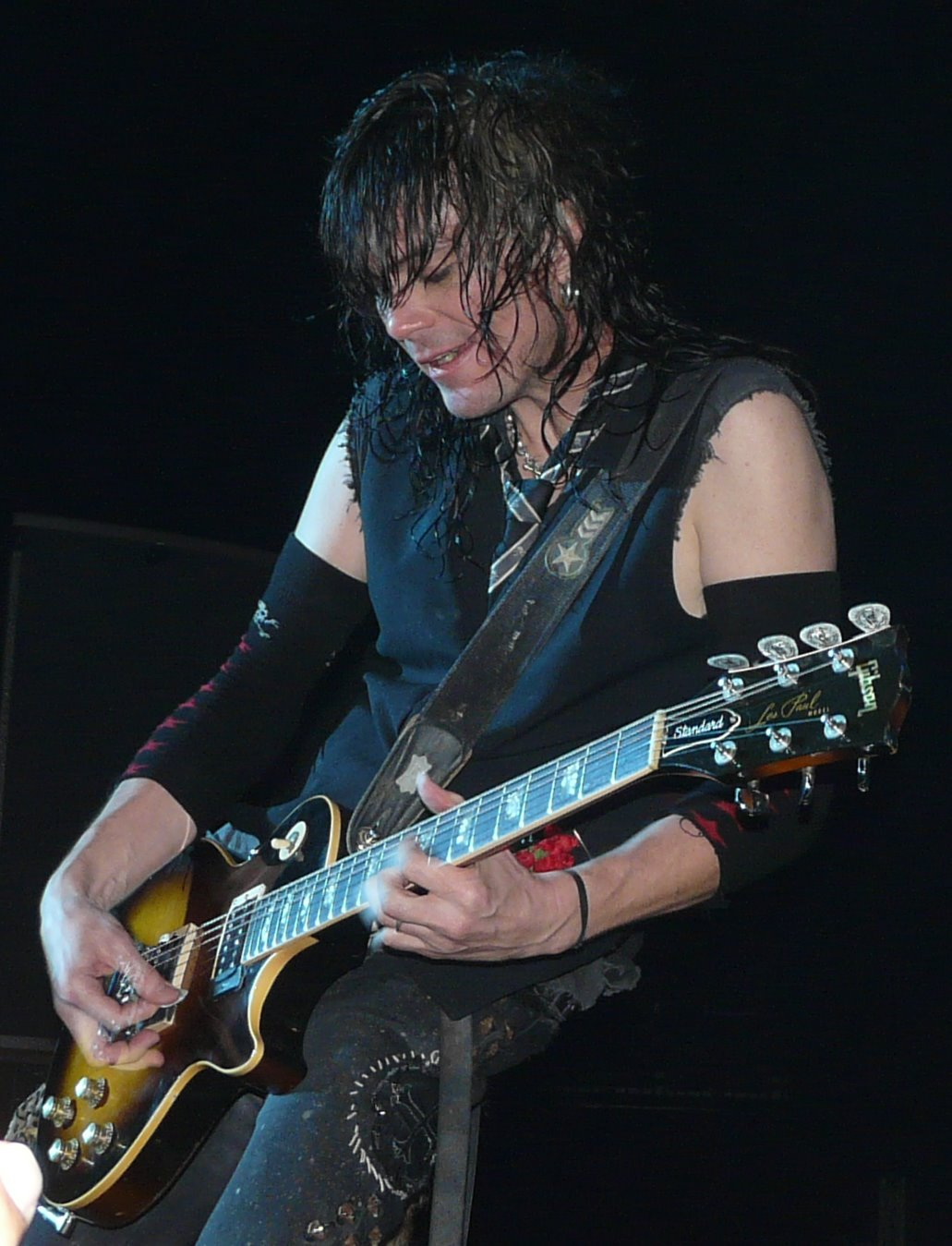
ケリ・ケリー(G) 2008年

### 旧メンバー
- ジェフ・ワトソン (Jeff Watson) - ギター (1982年-1989年、1996年-2007年)
- アラン・フィッツジェラルド (Alan "Fitz" Fitzgerald) - キーボード (1982年-1988年、1996年-2003年)
- ジェシー・ブラッドマン (Jesse Bradman) - キーボード (1988年-1989年)
- ゲイリー・ムーン (Gary Moon) - ボーカル、ベース (1991年-1996年) ※ムーン・レンジャー時代
- デビッド・ザイーチェク (David Zajicek) - ギター (1993年-1996年) ※ムーン・レンジャー時代
- マイケル・ローディー (Michael Lardie) - キーボード (2003年-2007年)
- レブ・ビーチ (Reb Beach) - ギター (2007年-2008年)
- クリスチャン・カレン (Christian Matthew Cullen) - キーボード (2007年-2011年)
- ジョエル・ホークストラ (Joel Hoekstra) - ギター (2008年-2014年)

## ディスコグラフィ

### スタジオ・アルバム
- 『ドーン・パトロール』 - Dawn Patrol (1982年)
デビューシングルとなった「炎の彼方 (Don't Tell Me You Love Me)」（40位）、セカンドシングル「シング・ミー・アウェイ」（54位）を収録
- 『ミッドナイト・マッドネス』 - Midnight Madness (1983年)
米ビルボード15位 プラチナム 「シスター・クリスチャン」（5位）「ホエン・ユー・クローズ・ユア・アイズ」（14位）「ロック・イン・アメリカ」（51位）を収録
- 『セヴン・ウィッシーズ』 - 7 Wishes (1985年)
米10位 プラチナム 「センチメンタル・ストリート」（8位）「フォー・イン・ザ・モーニング」（19位）「グッドバイ」（17位）を収録
- 『ビッグ・ライフ』 - Big Life (1987年)
映画『摩天楼はバラ色に』主題歌「シークレット・オブ・マイ・サクセス」（64位）も収録
- 『マン・イン・モーション』 - Man in Motion (1988年)
- 『フィーディング・オフ・ザ・モジョ』 - Feeding off the Mojo (1995年)
前述の通称ムーン・レンジャー時代の作品であることもあり、現在バンド側は正式なナイト・レンジャーの作品として認めていない。
- 『ネヴァーランド』 - Neverland (1997年)
- 『セヴン』 - Seven (1998年)
- 『ホール・イン・ザ・サン』 - Hole in the Sun (2007年)
- 『サムホエア・イン・カリフォルニア』 - Somewhere in California (2011年)
- 『ハイ・ロード』 - High Road (2014年)
- 『ドント・レット・アップ』 - Don't Let Up (2017年)
- 『ATBPO ～アンド・ザ・バンド・プレイド・オン～』 - ATBPO（2021年）

### ライブ・アルバム
- 『ライヴ・イン・ジャパン』 - Live in Japan (1990年)
- 『ロック・イン・ジャパン 1997』 - Rock in Japan '97 (1997年)
- Rock Breakout Years: 1984 (2005年)
- The Best of Night Ranger Live (2006年)
- Night Ranger Live (2007年)
- Extended Versions (2007年)
- 『ロッキン・シブヤ 2007』 - Rockin' Shibuya 2007 (2008年)
- 『24ストリングス&ア・ドラマー〜ライヴ&アコースティック!!』 - 24 Strings & a Drummer (Live & Acoustic) (2012年)
- 35 Years and a Night in Chicago (2016年)
- 『40イヤーズ・アンド・ア・ナイト・ウィズ・ザ・コンテンポラリー・ユース・オーケストラ』 - 40 Years And A Night With Contemporary Youth Orchestra (2023年) ※同名のライブビデオ作品(DVD/BD)も同時発売[14][15]。

### コンピレーション・アルバム
- 『グレイテスト・ヒッツ』 - Greatest Hits (1989年)
- Rock Masterpiece Collection (1998年)
- 『キープ・ロッキン (ベスト・セレクション97-98)』 - Keep Rockin': Best Selection '97–'98 (1998年)
- 20th Century Masters: The Millennium Collection – The Best of Night Ranger (2000年)
- Hits, Acoustic & Rarities (2005年)
- 『ナイト・レンジャー・ボックス』 - Night Ranger Box (2007年)
- Icon (2015年)

### シングル
- 「炎の彼方」 - "Don't Tell Me You Love Me" (1983年)
- 「シング・ミー・アウェイ」 - "Sing Me Away" (1983年)
- 「ロック・イン・アメリカ」 - "(You Can Still) Rock in America" (1983年)
- 「シスター・クリスチャン」 - "Sister Christian" (1984年)
- 「ホエン・ユー・クローズ・ユア・アイズ」 - "When You Close Your Eyes" (1984年)
- 「センチメンタル・ストリート」 - "Sentimental Street" (1985年)
- 「フォー・イン・ザ・モーニング」 - "Four in the Morning (I Can't Take Any More)" (1985年)
- 「グッドバイ」 - "Goodbye" (1985年)
- 「シークレット・オブ・マイ・サクセス」 - "The Secret of My Success" (1987年)
- 「ハーツ・アウェイ」 - "Hearts Away" (1987年)
- "Color of Your Smile" (1987年)
- 「フォー・ラヴ」 - "I Did It for Love" (1988年)
- "Restless Kind" (1988年)
- 「ドント・スタート・シンキング」 - "Don't Start Thinking (I'm Alone Tonight)" (1989年)
- "Reason to Be" (1989年)
- "Forever All Over Again" (1997年)
- 「ニューヨーク・タイム」 - "New York Time" (1997年) ※EP

## 来日公演
- Midnight Madness Tour（1983年）
  - 12月06日・13日 東京 東京厚生年金会館
  - 12月07日 大阪 フェスティバルホール
  - 12月08日 名古屋 名古屋市公会堂
  - 12月09日 東京 中野サンプラザ
  - 12月10日 東京 NHKホール
- Seven Wishes Tour 1985（1985年）
  - 4月19日・5月1日 東京 NHKホール
  - 4月22日 名古屋 名古屋市公会堂
  - 4月24日 福岡 福岡サンパレス
  - 4月25日 大阪 フェスティバルホール
  - 4月26日 大阪 大阪厚生年金会館 大ホール
  - 4月27日 東京 東京厚生年金会館 大ホール
  - 4月28日 横浜 横浜文化体育館
  - 4月29日・5月2日 東京 中野サンプラザ
- Seven Wishes Tour 1986（1986年）
  - 1月27日・28日 東京 日本武道館
  - 1月29日 大阪 フェスティバルホール
  - 1月30日 大阪 大阪厚生年金会館大ホール
- Man in Motion  Tour（1988年）
  - 11月14日・15日 東京 中野サンプラザ
  - 11月16日 大阪 大阪厚生年金会館大ホール
  - 11月19日 東京 渋谷公会堂
- Night Ranger JAPAN TOUR '96（1996年）
  - 7月8日・9日・10日 東京 LIQUIDROOM
- Neverland Tour（1997年）
  - 4月06日 仙台 仙台電力ホール
  - 4月07日・8日・9日 東京 赤坂BLITZ
  - 4月11日 名古屋 ダイアモンドホール
  - 4月12日 大阪 大阪厚生年金会館
  - 4月13日 福岡 福岡スカラエスパシオ
- Seven Tour（1998年）
  - 6月28日 横浜 横浜ベイホール
  - 6月29日 名古屋 ダイアモンドホール
  - 6月30日 大阪 松下IMPホール
  - 7月01日 福岡 DRUM LOGOS
  - 7月03日 東京 中野サンプラザ
- Seven Tour（2003年）
  - 12月4日 広島 広島クラブクアトロ
  - 12月5日 大阪 心斎橋クラブクアトロ
  - 12月6日 名古屋 名古屋クラブクアトロ
  - 12月8日・9日・10日 東京 渋谷クラブクアトロ
- Hole in the Sun Tour（2007年）
  - 6月10日・15日 東京 渋谷C.C.Lemonホール
  - 6月11日 名古屋 名古屋クラブクアトロ
  - 6月13日 大阪 松下IMPホール
    - ジェフ・ワトソンの代役としてレブ・ビーチが参加
- Night Ranger vs FireHouse（2008年）
  - 4月19日・20日 東京 赤坂BLITZ
  - 4月22日 東京 渋谷C.C.Lemonホール
  - 4月23日 名古屋 愛知県勤労会館
  - 4月24日 大阪 松下IMPホール
    - ファイアーハウスとのジョイントツアー
    - ジョエル・ホークストラが参加
- Somewhere in California Tour（2011年）
  - 6月09日 大阪 なんばHatch
  - 6月10日 名古屋 ボトムライン
  - 6月12日 東京 山野楽器 銀座本店JamSpot
  - 6月13日・14日 東京 渋谷C.C.Lemonホール
    - 12日は招待客のみのアンプラグド特別公演
- High Road Tour（2014年）
  - 10月5日・6日 東京 渋谷公会堂
  - 10月8日 大阪 なんばHatch
  - 10月9日 名古屋 ダイアモンドホール
    - ジョエル・ホークストラから代わり、ケリ・ケリーが参加
- 35th Anniversary Tour（2017年）
  - 10月4日 広島 広島クラブクアトロ
  - 10月5日 名古屋 ダイアモンドホール
  - 10月7日 大阪 松下IMPホール
  - 10月8日・9日 東京 東京ドームシティホール
- Dawn Patrol & Midnight Madness Double Album Show（2019年）
  - 10月05日 東京 マイナビBLITZ赤坂
  - 10月07日・8日 東京 昭和女子大学人見記念講堂
  - 10月10日 尼崎 あましんアルカイックホール
    - 1st & 2nd Album 完全再現 + ベスト・ヒット
- ATBPO Tour（2022年）
  - 10月21日・22日・23日 東京 昭和女子大学 人見記念講堂
  - 10月25日 大阪 グランキューブ大阪
    - デビュー40周年記念ツアー来日公演